# Livmodercancer
Livmodercancer, uteruscancer eller corpuscancer är en samlingsbeteckning för cancer i olika delar av livmodern, däribland livmoderhalscancer och endometriecancer. Cancer i livmoderkroppen kallas också livmodercancer.
Cancer i livmodern är den vanligaste gynekologiska cancerformen för kvinnor i västvärlden. Kvinnor kan också få godartade tumörer i livmodern, myom.

## Prevalens och incidens
Cancer i livmoderhalsen (cervixcancer) drabbar kvinnor i alla åldrar lika, medan endometriecancer oftast inte drabbar kvinnor före 40 års ålder. Om cancern sprids kan flera delar av livmodern drabbas, varför överlappningar mellan dessa båda varianter förekommer. Precis som med andra cancerformer kan metastaser spridas till andra organ och vävnader.
Medelåldern för att diagnosticeras med cancer i livmodern är ungefär 60 år, men kan drabba kvinnor i unga år.

## Symtom
Vanliga symtom är mellanblödningar och tryck- eller smärtor i buken. Eftersom de flesta fall av livmoderscancer uppstår efter menopaus, gör blödningarna att sjukdomen ofta upptäcks tidigt. Kvinnor som får livmoderscancer under fertil ålder har ofta menometrorragi, det vill säga långvariga, rikliga, och oregelbundna menstruationer. 

## Typer av tumörer
Cancer i livmodern kan dels klassificeras efter vilken anatomisk del den uppkommer i. Dels kan den klassificeras efter vilket slags tumör det är. Omkring 95 % av alla fall av livmodercancer är cancer av typen carcinom, som kan uppkomma i endometriet eller cervix. Ett annat slags tumör är sarkom. Uppskattningsvis 1 % av livmodercancerfallen är sarkom i endometriets stroma. Ungefär 2 % av samtliga fall av livmodercancer är leiomyosarkom (uterin leiomyosarkom). Uterin leimyosarkom uppkommer i myometrium, det vill säga i livmoderns glatta muskulatur. Ytterligare en tumörtyp är carcinosarkom. Sarkom i endometriets stroma verkar ha samband med endometrios.

### Carcinom
Carcinom i endometriet förekommer i en stor utsträckning i en särskild variant som kallas endometrioid typ av carcinom (EC), vilket är ett slags adenocarcinom som också kallas "typ 1" och som anses vara den form av livmoderscancer som är beroende av östrogen.. Den brukar uppkomma till följd av hyperplasi av livmoderslemhinnan (hyperplasi av endometriet), ett tillstånd som i sin tur ofta beror på höga värden östrogen relativt låga värden progesteron. EC bildar sällan metastaser, är väldifferentierad, och sällan särskilt invasiv. Livmoderscarcinom typ 2 innefattar klarcellscarcinom, seröst carcinom, och dåligt differentierat carcinom. Dåligt differentierade tumörer brukar som regel sakna receptorer för antingen östrogen eller progesteron, vilket sammanfaller med sämre prognos än för typ 1. Typ 2 är inte östrogenberoende.

### Leiomyosarkom
Leiomyosarkom föregrips i drygt hälften av fallen av myom. Myom är ett mycket vanligt tillstånd, så omvänt gäller att endast 0,13-0,81 % av de med myom drabbas av cancerutveckling i myomen. Sådana sarkom kan beroende på variant, uppträda i stora eller små myom. Prognosen tycks vara bättre om myom föregripit leiomyosarkomet. Ett vanligt tecken på att myomet utvecklats till cancer är att det är snabbväxande, men ibland krävs kirurgi för att skilja ofarliga tumörer från elakartade, vilket i synnerhet gäller myxoida leiomyosarkom.